# Rokoko-Gartenhaus (Nettetal-Kaldenkirchen)

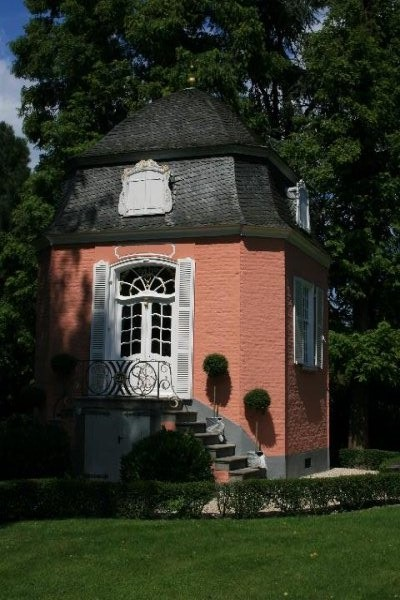
Das Rokoko-Gartenhaus

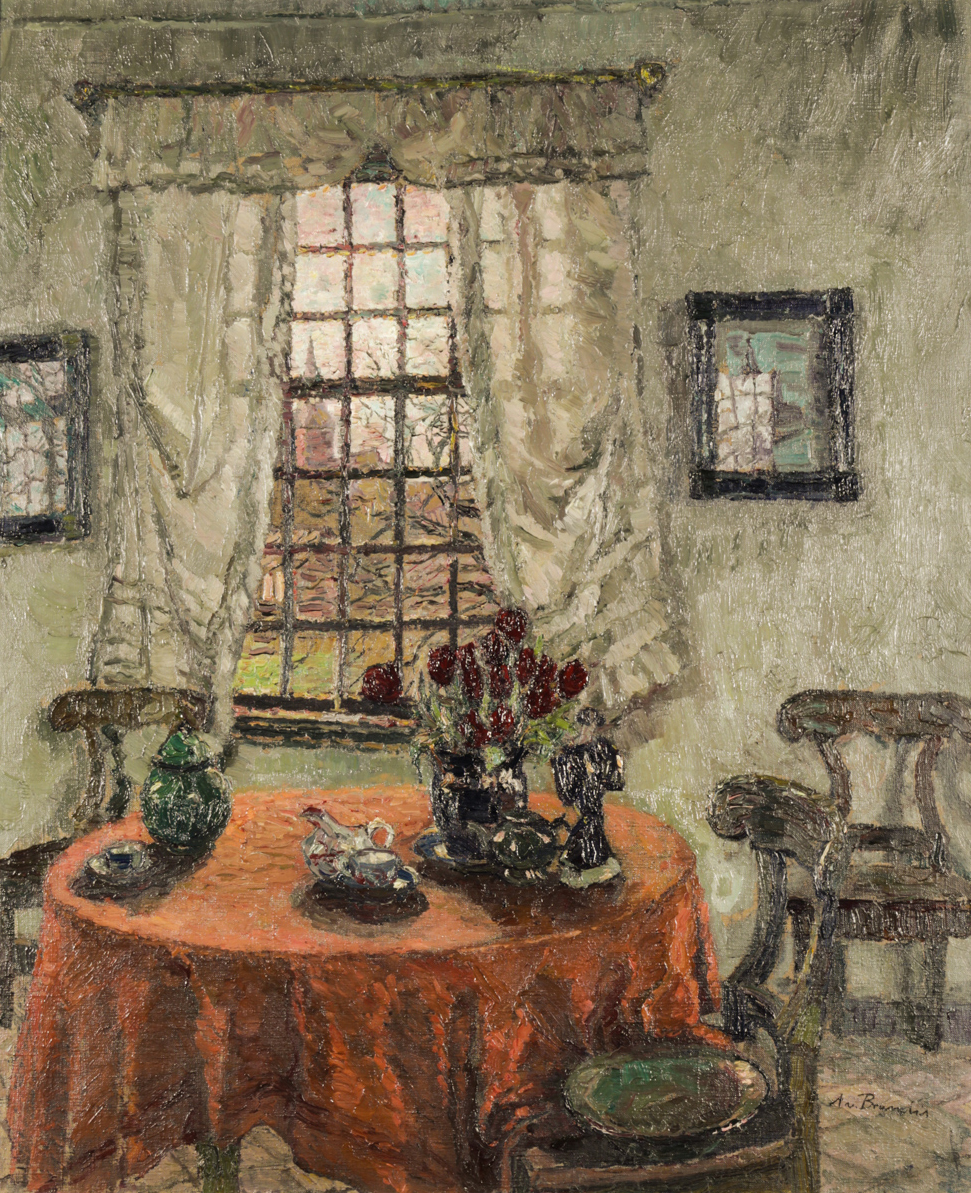
„Rot im Gartenhaus“, eines der Gemälde von Brandis

Das Rokoko-Gartenhaus ist ein unter Denkmalschutz stehendes Gebäude im Nettetaler Ortsteil Kaldenkirchen in Nordrhein-Westfalen.
Das Haus wurde 1760 von dem Textilfabrikanten Johann Hermann Poensgen (1728–1789) errichtet. Bis in die erste Hälfte des 19. Jahrhunderts verblieb das Gartenhaus im Besitz der Familie Poensgen, bevor es dann über Hermanns Enkelin Paulina Poensgen (1815–1907) durch Heirat in die Familie von der Kuhlen überging.
Zuletzt wurde das Gartenhaus 2014 aus Mitteln der Sparkassenstiftung Nettetal und der Sparkassenstiftung „Natur und Kultur“ des Kreises Viersen saniert.

## Als Motiv des Impressionisten August von Brandis
1897 heiratete August von Brandis die Kaldenkirchenerin Bertha von der Kuhlen. Auf dem Anwesen der Schwiegereltern befand sich das Gartenhäuschen. Das junge Paar hielt sich sehr häufig in dem Gartenhäuschen und dem umliegenden Park auf. Während Bertha von der Kuhlen zumeist musizierte, nutzte August von Brandis das Gartenhäuschen als Motiv. Daraus entwickelte er später seine „Raumbilder“ mit Motiven in ganz Deutschland. Auch die wenigen Porträts (vornehmlich von Familienmitgliedern) entstanden am Gebäude, das er als „Kaldenkirchener Gartenhaus bezeichnete“.